# Licata Calcio
Licata Calcio (wł. Associazione Sportiva Dilettantistica Licata Calcio) – włoski klub piłkarski, mający siedzibę w mieście Licata, w południowej części kraju, grający od sezonu 2019/20 w rozgrywkach Serie D.

## Historia
Chronologia nazw:
- 1931: Associazione Calcio Licata
- 1950: Pro Licata
- 1953: Sant'Angelo Licata
- 1954: Unione Sportiva Licata
- 1965: klub rozwiązano
- 1965: Associazione Sportiva Licata
- 1967: Polisportiva Licata
- 1995: klub rozwiązano
- 1995: Associazione Calcio Licata
- 1997: Nuovo Licata – po fuzji z Santos Licata
- 1998: Associazione Calcio Licata
- 2004: Associazione Calcio Dilettanti Licata
- 2005: Società Sportiva Dilettantistica Licata 1931 s.r.l.
- 2010: klub rozwiązano
- 2010: Associazione Sportiva Dilettantistica Licata 1931 – po fuzji z A.S.D. Campobello di Licata
- 2014: klub rozwiązano
- 2014: Associazione Sportiva Dilettantistica Accademia Empedoclina SPD – po przeniesieniu tytułu sportowego
- 2015: Associazione Sportiva Dilettantistica Licata Calcio

Klub sportowy AC Licata został założony w miejscowości Licata w 1931 roku z inicjatywy niektórych uczniów, którzy poznali grę w piłkę nożną dzięki szwedzkim żeglarzom, którzy przewoziły na okrętach siarkę wydobywaną z pobliskiej kopalni na obszarze Agrigento. Również żółto-niebieskie barwy klubu pobrane kolory szwedzkiej flagi. Początkowo zespół rozgrywał mecze towarzyskie. Po zakończeniu II wojny światowej, klub wznowił działalność w 1947 roku i w sezonie 1947/48 debiutował w rozgrywkach Prima Divisione Sicilia (D4), która w 1948 roku w wyniku reorganizacji systemu lig została zdegradowana do piątego poziomu, a klub został zakwalifikowany do Promozione. W 1950 klub spadł do Prima Divisione Sicilia, po czym zmienił nazwę na Pro Licata. W 1951 roku został zdegradowany do Seconda Divisione Sicilia. W 1953 wrócił do Prima Divisione Sicilia. W 1953 klub zmienił nazwę na Sant'Angelo Licata, a w 1954 na US Licata. W 1956 zespół awansował do Promozione Sicilia, która w 1957 roku została przemianowana na Campionato Dilettanti Sicilia, a w 1959 na Prima Categoria Sicilia. W sezonie 1964/65 klub wycofał się z rozgrywek Prima Categoria Sicilia, zaczynając od drugiej kategorii w następnym sezonie. Ale potem klub zrezygnował z dalszych występów i został rozwiązany.
W 1965 powstał nowy klub o nazwie AS Licata, który kontynuował grę w Seconda Divisione Sicilia. W 1967 awansował do Prima Categoria Sicilia, po czym zmienił nazwę na Polisportiva Licata. W 1970 liga zmieniła nazwę na Promozione Sicilia. A w 1971 klub spadł do Prima Categoria Sicilia (D6). W 1978 roku otrzymał awans do Promozione Sicilia. Przed rozpoczęciem sezonu 1978/79 Serie C została podzielona na dwie dywizje: Serie C1 i Serie C2, wskutek czego Promozione została obniżona do szóstego poziomu. W 1981 roku zespół został promowany do Campionato Interregionale, w 1982 do Serie C2, a w 1985 do Serie C1. W 1988 roku klub awansował do Serie B. W sezonie 1988/89 zajął 9.miejsce, a w 1989/90 18.miejsce w Serie B i spadł z powrotem do Serie C1. W 1992 zespół został zdegradowany do Serie C2, a w 1994 do Campionato Nazionale Dilettanti, ale klub dobrowolnie rozpoczął sezon w klasie niżej, w Eccellenza Sicilia (D6). Chociaż w sezonie 1994/95 zajął trzecią pozycję w grupie A Eccellenza Sicilia, klub z powodu problemów finansowych ogłosił bankructwo i został rozwiązany.
Latem 1995 roku klub został reaktywowany z nazwą AC Licata i startował w rozgrywkach Eccellenza Sicilia. W 1996 spadł do Promozione Sicilia, a w 1997 do Prima Categoria Sicilia. W 1997 po fuzji z Santos Licata klub przyjął nazwę Nuovo Licata. W 1998 zespół awansował do Eccellenza Sicilia, po czym wrócił do nazwy AC Licata. W 1999 został zdegradowany do Promozione Sicilia, a w 2001 wrócił do Eccellenza Sicilia. W 2004 zmienił nazwę na ACD Licata, a w 2005 na SSD Licata 1931 s.r.l. W 2006 na rok awansował do Serie D. W sezonie 2005/06 4 razy nie stawił się na mecz i po piątej kolejce został zdyskwalifikowany z rozgrywek Eccellenza Sicilia i przegrał baraże play-out,
W 2010 roku klub ASD Campobello di Licata, który również występował w Eccellenza Sicilia, połączył się ze zdyskwalifikowanym SSD Licata 1931 po czym przeniósł swój tytuł sportowy do Licata, zmieniając nazwę na ASD Licata 1931. W 2011 otrzymał promocję do Serie D, ale w 2014 spadł z powrotem do Eccellenza Sicilia. Następnie z powodu problemów ekonomicznych ogłosił upadłość klubu.
Latem 2014 roku klub ASD Accademia Empedoclina SPD z Porto Empedocle przeniósł swój tytuł sportowy do Licata, zachowując swoją nazwę. Przed rozpoczęciem sezonu 2014/15 wprowadzono reformę systemy lig, wskutek czego Promozione awansowała na szósty poziom. W 2015 zmienił nazwę na ASD Licata Calcio. W 2016 został promowany do Eccellenza Sicilia. W sezonie 2018/19 zwyciężył w grupie A Eccellenza Sicilia i awansował do Serie D.

## Barwy klubowe, strój
|  |  |

Klub ma barwy żółto-niebieskie. Zawodnicy domowe spotkania zazwyczaj grają w żółtych koszulkach, żółtych spodenkach oraz niebieskich getrach.

## Sukcesy

### Trofea międzynarodowe
Nie uczestniczył w rozgrywkach europejskich (stan na 31-05-2020).

### Trofea krajowe
| \| \| Zdobyte trofea w rozgrywkach Włoch (stan na: 31-08-2020) \| |                                                          |      |          |
| Rozgrywki                                                         | Osiągnięcie                                              | Razy | Sezon(y) |
| · Mistrzostwo                                                     | I miejsce                                                | 0    |          |
| · Mistrzostwo                                                     | II miejsce                                               |      |          |
| · Mistrzostwo                                                     | III miejsce                                              | 0    |          |
| · Puchar                                                          | zdobywca                                                 | 0    |          |
| · Puchar                                                          | finalista                                                | 0    |          |
| · Puchar                                                          | 1/32 finału                                              | 1    | 1990/91  |
| II liga                                                           | I miejsce                                                | 0    |          |
| II liga                                                           | II miejsce                                               | 0    |          |
| II liga                                                           | III miejsce                                              | 0    |          |
| II liga                                                           | 9.miejsce                                                | 1    | 1988/89  |
| Włochy                                                            | Zdobyte trofea w rozgrywkach Włoch (stan na: 31-08-2020) |      |          |

- Serie C1 (D3):
  - mistrz (1x): 1987/88 (B)

## Piłkarze, trenerzy, prezydenci i właściciele klubu

### Prezydenci
- 1931:  Salvatore Liotta

...
- od 2019:  Nico Le Mura

## Struktura klubu

### Stadion
Klub piłkarski rozgrywa swoje mecze domowe na Stadio Dino Liotta w mieście Licata o pojemności 11 tys. widzów.

### Derby
- Catania Calcio
- Città di Acireale 1946
- Enna Calcio
- Gela Calcio
- Giarre Calcio
- Mazara Calcio
- ACR Messina
- Nissa FC
- Paternò Calcio
- Ragusa Calcio
- Sancataldese Calcio
- ASD Siracusa
- Trapani FC